# Raßnitzer See
Der Raßnitzer See ist ein anthropogener See in Sachsen-Anhalt. Er entstand als Bergbaufolgelandschaft auf dem Gebiet der Gemeinde Schkopau im Landkreis Saalekreis zwischen den Ortschaften Raßnitz und Zöschen. Der Raßnitzer See liegt in unmittelbarer Nachbarschaft zum Wallendorfer See.

## Geschichte

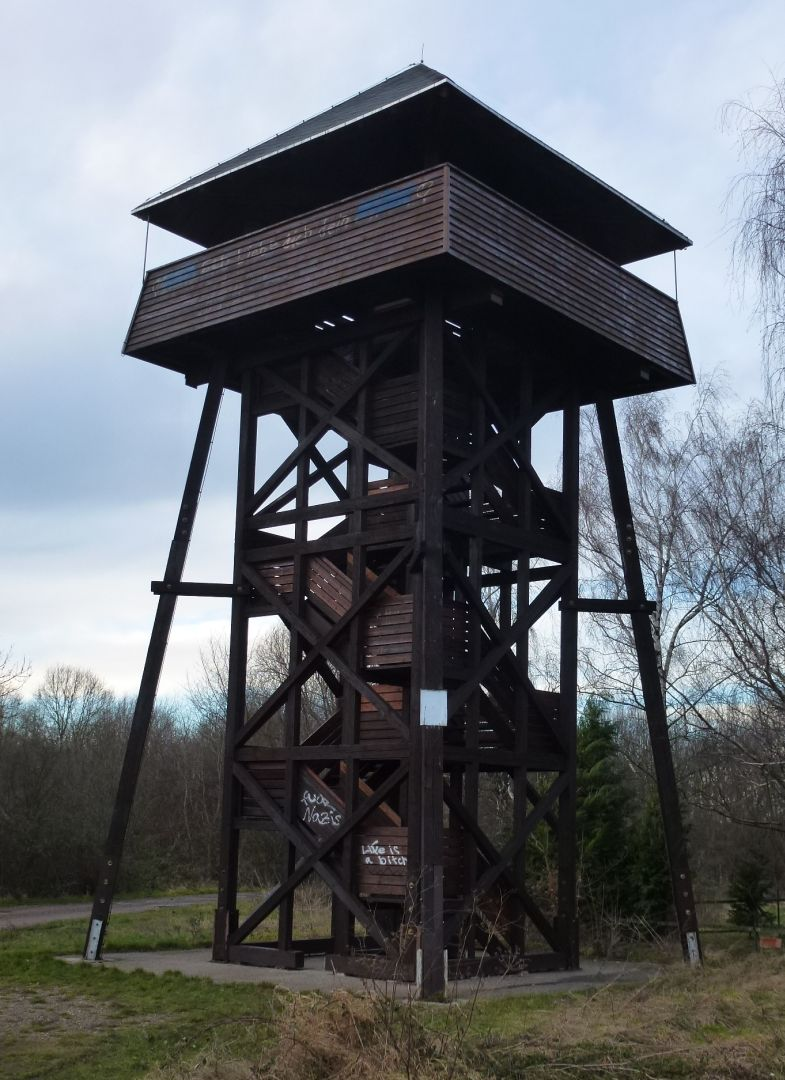
Aussichtsturm

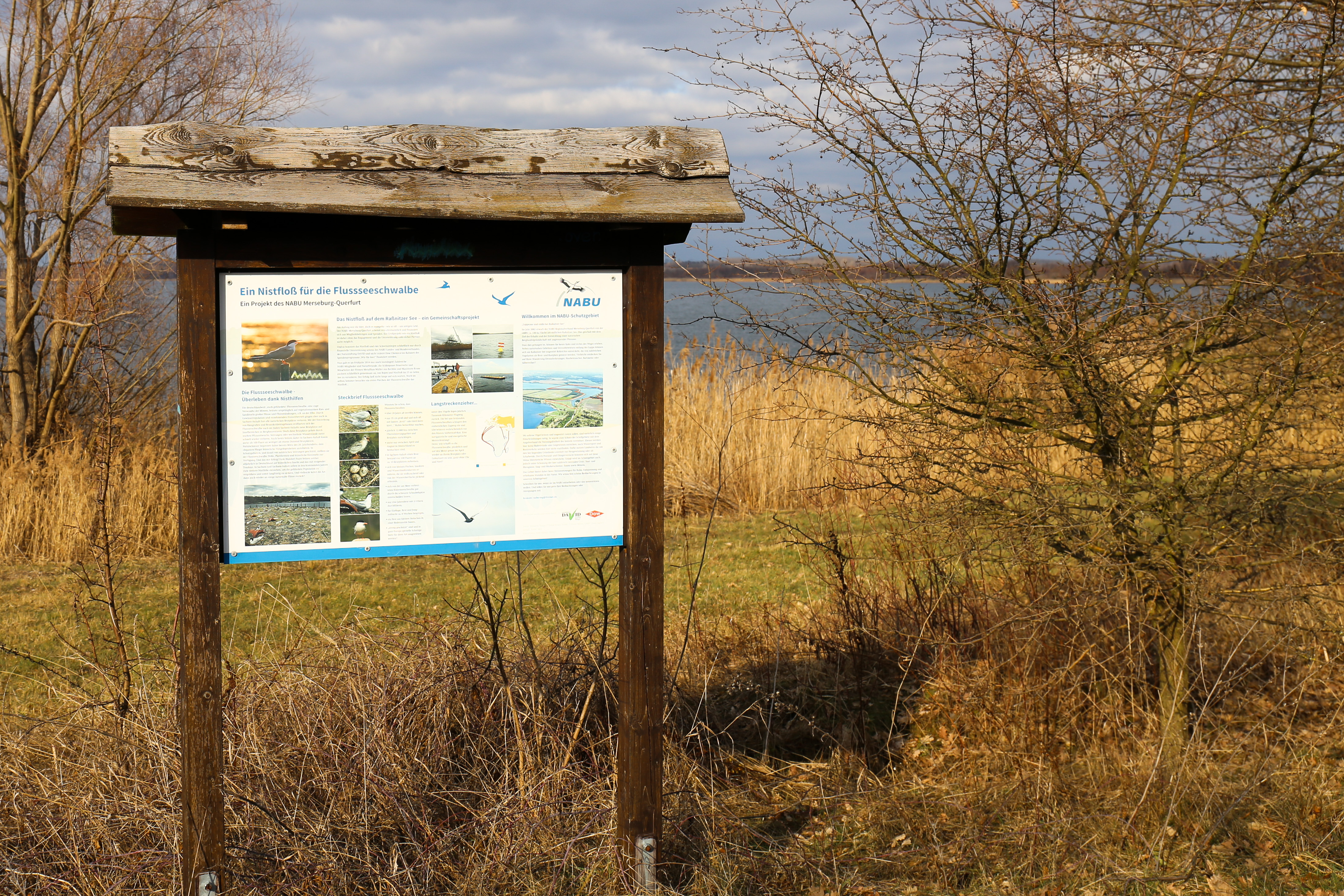
Informationstafel zum Nistfloß

Beide Gewässer entstanden als Bergbaufolgelandschaft nach der Einstellung des Braunkohleabbaus der Restlöcher des Tagebaus Merseburg-Ost (1991).
Die Flutung erfolgte mit Wasser der benachbarten Weißen Elster. Der Wasserstand wird durch einen Überlauf in den Wallendorfer See geregelt.
Der See wurde 2019 als Badegewässer ausgewiesen und 2022 erstmals eingestuft, und zwar mit der Qualität „ausgezeichnet“.
Am Nordufer des Raßnitzer Sees steht ein 1996 errichteter 15 Meter hoher Aussichtsturm.
Der NABU verankerte 2014 ein Nistfloß für Flussseeschwalben im See.

## Eigenschaften
Der See ist aufgrund seiner Schichtung ein meromiktisches Gewässer.